# マーティン郡 (テキサス州)
マーティン郡（マーティンぐん、英: Martin County）は、アメリカ合衆国テキサス州の西部に位置する郡である。2010年国勢調査での人口は4,799人であり、2000年の4,746人から1.1%増加した。郡庁所在地はスタントン市（人口2,492人）であり、同郡で人口最大の都市でもある。郡名は初期の開拓者だったワイリー・マーティンに因んで名付けられた。マーティン郡は州内に30ある禁酒郡（ドライ）の1つである。

## 地理
アメリカ合衆国国勢調査局に拠れば、郡域全面積は916平方マイル (2,371 km2)であり、このうち陸地915平方マイル (2,369 km2)、水域は1平方マイル (2 km2)で水域率は0.09%である。アメリカ合衆国内の石油埋蔵量で第3位の油田であるスプラベリー・トレンドの北部が郡内の多くの地域に入っている。

### 主要高規格道路
- 州間高速道路20号線
- テキサス州道137号線
- テキサス州道176号線
- テキサス州道349号線

### 隣接する郡
- ドーソン郡 - 北
- ハワード郡 - 東
- グラスコック郡 - 南東
- ミッドランド郡 - 南
- アンドリューズ郡 - 西
- ゲインズ郡 - 北西

## 人口動態
以下は2000年の国勢調査による人口統計データである。
| 基礎データ - 人口: 4,746人 - 世帯数: 1,624 世帯 - 家族数: 1,256 家族 - 人口密度: 2人/km2（5人/mi2） - 住居数: 1,898軒 - 住居密度: 1軒/km2（2軒/mi2） 人種別人口構成 - 白人: 79.01% - アフリカン・アメリカン: 1.58% - ネイティブ・アメリカン: 0.82% - アジア人: 0.17% - その他の人種: 16.06% - 混血: 2.36% - ヒスパニック・ラテン系: 40.56% 年齢別人口構成 - 18歳未満: 33.9% - 18-24歳: 6.7% - 25-44歳: 26.4% - 45-64歳: 19.7% - 65歳以上: 13.3% - 年齢の中央値: 32歳 - 性比（女性100人あたり男性の人口） - 総人口: 95.6 - 18歳以上: 92.7 | 世帯と家族（対世帯数） - 18歳未満の子供がいる: 42.7% - 結婚・同居している夫婦: 64.3% - 未婚・離婚・死別女性が世帯主: 9.5% - 非家族世帯: 22.6% - 単身世帯: 21.7% - 65歳以上の老人1人暮らし: 11.8% - 平均構成人数 - 世帯: 2.87人 - 家族: 3.36人 収入と家計 - 収入の中央値 - 世帯: 31,836米ドル - 家族: 35,965米ドル - 性別 - 男性: 29,360米ドル - 女性: 19,063米ドル - 人口1人あたり収入: 15,647米ドル - 貧困線以下 - 対人口: 18.7% - 対家族数: 14.9% - 18歳未満: 23.9% - 65歳以上: 17.1% |

## メディア
マーティン郡では週刊新聞が1紙発行されており、地元のFMラジオ1局と近くのAM、FMラジオ各1局が聴取でき、またミッドランドやオデッサのラジオやテレビを視聴できる。

## 都市と町
- アッカーリー、大半はドーソン郡
- レノラ、未編入の町
- ミッドランド、大半はミッドランド郡
- スタントン - 郡庁所在地
- ターザン、未編入の町